# Cumberland (Wirginia)
Cumberland – jednostka osadnicza w Stanach Zjednoczonych, w stanie Wirginia, siedziba administracyjna hrabstwa Cumberland.